# Гадорфальви, Арон
Арон Гадорфальви (венг. Gádorfalvi Áron; род. 5 декабря 1977, Будапешт) — венгерский яхтсмен, участник шести летних Олимпийских игр в соревнованиях в классах «Мистраль» и «RS:X», многократный чемпион Венгрии.

## Биография
Заниматься парусным спортом Арон Гадорфальви начал в 1980 году. С 1990 года он стал выступать на соревнованиях на парусной доске. В 1994 году Гадорфальфи впервые выиграл чемпионат Венгрии в классе «Мистраль». В дальнейшем Арон практически каждый год выигрывал национальный чемпионат. В 1996 году 18-летний венгерский яхтсмен был включён в состав сборной для участия в летних Олимпийских играх в Атланте. Гадорфальви выступил в соревнованиях в классе «Мистраль». За 9 гонок венгр лишь раз смог попасть в число 30 сильнейших, в результате чего занял итоговое 40-е место. В 1999 году Арон был близок к попаданию в призёры на международном чемпионате ASA по виндсерфингу, но занял там 4-е место. На чемпионате Европы 2000 года Гадорфальви стал только 41-м.
На летних Олимпийских играх 2000 года в Сиднее венгерский яхтсмен, как и 4 года назад не смог показать высокий результат. Во всех 11 гонках Гадорфальви занимал места в середине турнирной таблицы. Лучшим выступлением для него стало 14-е место в 9-й гонке. По итогам соревнований Арон занял 24-е место из 36 участников. В августе 2001 года Гадорфальви занял второе место на чемпионате мира в зачёте гоночных досок. На чемпионате Европы 2002 года в классе «Мистраль» Арон впервые смог подобраться к десятке сильнейших на континентальном первенстве, заняв 11-е место. В том же году он стал 19-м на чемпионате мира. Благодаря этим результатам венгр закрепился в 30-ке лучших в мировом рейтинге в своём классе. Однако затем результаты венгра пошли на спад и на следующем чемпионате Европы он стал лишь 61-м, а на мировом первенстве показал 48-й результат.
Несмотря на не самые высокие результаты Гадорфальви смог пробиться на свои третьи Олимпийские игры. В Афинах венгру впервые удалось в рамках одной из гонок пробиться в десятку сильнейших. По итогам 8-й гонки он занял 8-е место. Однако слабые результаты в других гонках позволили Гадорфальви занять лишь итоговое 22-е место. После окончания Игр Арон в течение полутора лет не выступал на международных соревнованиях. Также Игры в Афинах стали последними, где яхтсмены соревновались в классе «Мистраль». На смену ему пришёл другой вид виндсёрфинга — «RS:X», в котором с января 2006 года и начал выступать Гадорфальви. В 2006 году венгерский яхтсмен стал 26-м на чемпионате Европы и 42-м на мировом чемпионате. В марте 2007 года Гадорфальви стал победителем международной регаты в итальянском городе Рива-дель-Гарда, а спустя год занял здесь второе место.
В 2008 году Арон Гадорфальви вошёл в состав сборной для участия в летних Олимпийских играх в Пекине. Дебютные соревнования в классе «RS:X» сложились для Венгра по обычному для него сценарию. Лишь в одной гонке он смог попасть в десятку сильнейших, а по итогам всего турнира занял место в середине общего зачёта, став 19-м. В январе 2011 года Гадорфальви стал серебряным призёром новогодней регаты в Кадисе. На чемпионатах Европы и мира в 2011 году Арон занял 25-е и 28-е места, обеспечив тем самым олимпийскую лицензию для венгерской сборной.
Летние Олимпийские игры 2012 года в Лондоне для Гадорфальфи начались неудачно. В первых двух гонках венгерский яхтсмен заканчивал дистанцию одним из последних, а в третьей и вовсе не финишировал, в результате чего после трёх гонок он занимал 34-е место из 38 участников, однако затем ему удалось немного выправить положение. В пятой гонке Гадорфальви пришёл к финишу 7-м, а в 9-й, которая стала для венгра 50-й в рамках Олимпийских игр, он попал в тройку сильнейших, уступив лишь будущему олимпийскому чемпиону голландцу Дориану ван Рейсселберге и испанцу Ивану Пастору. По результатам всего олимпийского турнира Гадорфальви занял 25-е место. В декабре 2012 года вышел обновлённый рейтинг ISAF в классе «RS:X», по результатам которого Гадорфальви занял рекордную для себя 12-ю позицию. В мае 2015 Арон в очередной раз стал призёром регаты в Рива-дель-Гарда. На чемпионате мира 2015 года венгерский яхтсмен занял 22-е место, что позволило сборной Венгрии получить очередную олимпийскую лицензию в парусном спорте.
В августе 2016 года 38-летний Арон Гадорфальви принял участие в своих шестых летних Олимпийских играх. Ранее это удавалось сделать только одному венгерскому спортсмену. На шести Олимпийских играх в период с 1932 по 1960 год выступил многократный олимпийский чемпион Аладар Геревич. Ещё такого же результата добивалась конькобежка Эмеше Хуньяди, но на пяти из шести Играх она представляла Австрию. В соревнованиях в классе «RS:X» Гадорфальви не смог составить конкуренции лидерам и, дважды по ходу турнира став 20-м, занял итоговое 25-е место. После окончания Игр венгерский спортсмен продолжил спортивную карьеру, но и на чемпионате Европы и на мировом первенстве он занимал места в конце первой сотни спортсменов, в результате чего и в мировом рейтинге он опустился на 135-е место.

## Личная жизнь
- Женат, есть две дочери[7].